# Barringtonia reticulata
Barringtonia reticulata är en tvåhjärtbladig växtart som beskrevs av Friedrich Anton Wilhelm Miquel. Barringtonia reticulata ingår i släktet Barringtonia och familjen Lecythidaceae. Inga underarter finns listade i Catalogue of Life.